# Julija Tarasova
Julija Aleksandrovna Tarasova (in uzbeko: Юлия Александровна Тарасова; Tashkent, 13 marzo 1986) è un'ex multiplista e lunghista uzbeka.

## Palmarès
| Anno | Manifestazione               | Sede           | Evento         | Risultato | Prestazione | Note |
| ---- | ---------------------------- | -------------- | -------------- | --------- | ----------- | ---- |
| 2003 | Mondiali allievi             | Sherbrooke     | Eptathlon      | 7ª        | 5129 p.     |      |
| 2003 | Campionati asiatici          | Manila         | Eptathlon      | 9ª        | 4768 p.     |      |
| 2003 | Giochi afro-americani        | Hyderabad      | Eptathlon      | 6ª        | 4351 p.     |      |
| 2004 | Campionati asiatici juniores | Ipoh           | Eptathlon      | Oro       | 5060 p.     |      |
| 2004 | Mondiali juniores            | Grosseto       | Eptathlon      | 14ª       | 5019 p.     |      |
| 2006 | Campionati asiatici indoor   | Pattaya        | Pentathlon     | 5ª        | 4004 p.     |      |
| 2008 | Giochi olimpici              | Pechino        | Eptathlon      | 25ª       | 5785 p.     |      |
| 2009 | Giochi asiatici indoor       | Hanoi          | Salto in lungo | Argento   | 1,93 m      |      |
| 2009 | Campionati asiatici          | Canton         | Eptathlon      | Oro       | 5840 p.     |      |
| 2009 | Mondiali                     | Berlino        | Eptathlon      | 20ª       | 5658 p.     |      |
| 2010 | Mondiali indoor              | Doha           | Salto in lungo | 7ª        | 6,54 m      |      |
| 2010 | Giochi asiatici              | Canton         | Salto in lungo | Bronzo    | 6,49 m      |      |
| 2010 | Giochi asiatici              | Canton         | Eptathlon      | Oro       | 5783 p.     |      |
| 2011 | Campionati asiatici          | Kōbe           | Salto in lungo | 4ª        | 6,37 m      |      |
| 2011 | Mondiali                     | Taegu          | Salto in lungo | 25ª (q)   | 6,26 m      |      |
| 2012 | Mondiali indoor              | Istanbul       | Salto in lungo | 14ª (q)   | 6,37 m      |      |
| 2012 | Giochi olimpici              | Londra         | Salto in lungo | nm        | nm          |      |
| 2013 | Universiadi                  | Kazan'         | Salto in lungo | 12ª       | 6,04 m      |      |
| 2014 | Campionati asiatici indoor   | Hangzhou       | Pentathlon     | Argento   | 3985 p.     |      |
| 2014 | Giochi asiatici              | Incheon        | Eptathlon      | Bronzo    | 5482 p.     |      |
| 2016 | Campionati asiatici indoor   | Doha           | Salto in lungo | 4ª        | 6,21 m      |      |
| 2016 | Giochi olimpici              | Rio de Janeiro | Salto in lungo | 29ª (q)   | 6,16 m      |      |